# آدری مانسون
آدری مانسون (انگلیسی: Audrey Munson؛ ‏ ۸ ژوئن ۱۸۹۱ – ۲۰ فوریهٔ ۱۹۹۶) یک هنرپیشه و مدل اهل ایالات متحده آمریکا بود. امروزه از آدری مانسون تحت عنوان نخستین سوپرمدل (مدل حرفه‌ای) یاد می‌گردد. در دوران اوج محبوبیت و شهرت، با عنوان‌هایی همچون بانوی منهتن، دختر پاناما-پاسیفیک، دختر نگارخانه، و همچنین ونوس آمریکایی نیز نامیده می‌شد. مانسون، الگو و الهام‌بخش بیش از ۱۲ مجسمه و تندیس نمادین در شهر نیویورک و مکان‌های دیگر بود. او همچنین اولین هنرپیشهٔ زن آمریکایی است که در فیلم به صورت کاملاً برهنه ظاهر شد. فیلم «الهام» محصول سال ۱۹۱۵ میلادی نخستین فیلم از مجموعه ۴ فیلم صامتی است که مانسون در آنها به ایفای نقش پرداخت. از دیگر فیلم‌های او می‌توان به شاپرک‌های بی‌پروا اشاره کرد.

## زندگی
آدری ماری مانسون در روز ۸ ژوئن ۱۸۹۱ در روچستر نیویورک متولد گردید. والدینش وقتی او ۸ ساله شد طلاق گرفتند و آدری به همراه مادرش به پراویدنس، رودآیلند کوچ کرد. در سال ۱۹۰۹ آدری و مادرش به نیویورک نقل‌مکان کردند و آدری که در این هنگام ۱۷ ساله بود، در قامت دختری خواننده و هنرپیشه به جستجوی شغل پرداخت. مانسون توسط عکاسی به نام فلیکس بندیکت هرزوک کشف شد و مورد توجه قرار گرفت. هرزوک او را با کمک دوستانش به دنیای هنر معرفی کرد. مانسون در ۸ ژوئن ۱۹۳۱ به دلیل اختلال افسردگی عمده و اسکیزوفرنی در یک مرکز روانپزشکی بستری شد. وی برای مدت زمان ۶۵ سال و تا زمان مرگش در ۱۰۴ سالگی، تحت درمان این دو بیماری قرار داشت.

## نگارخانه

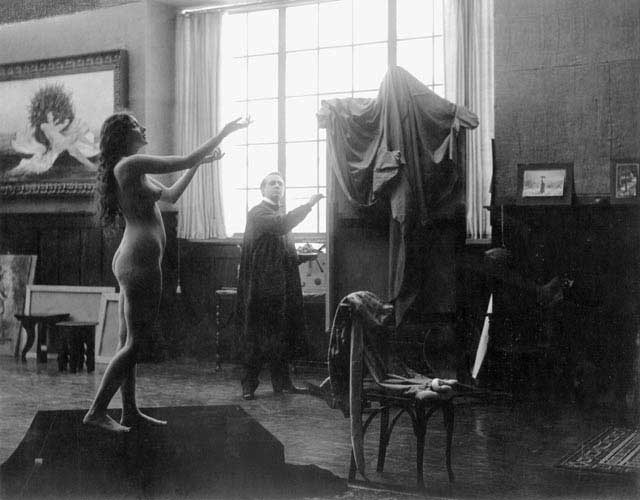
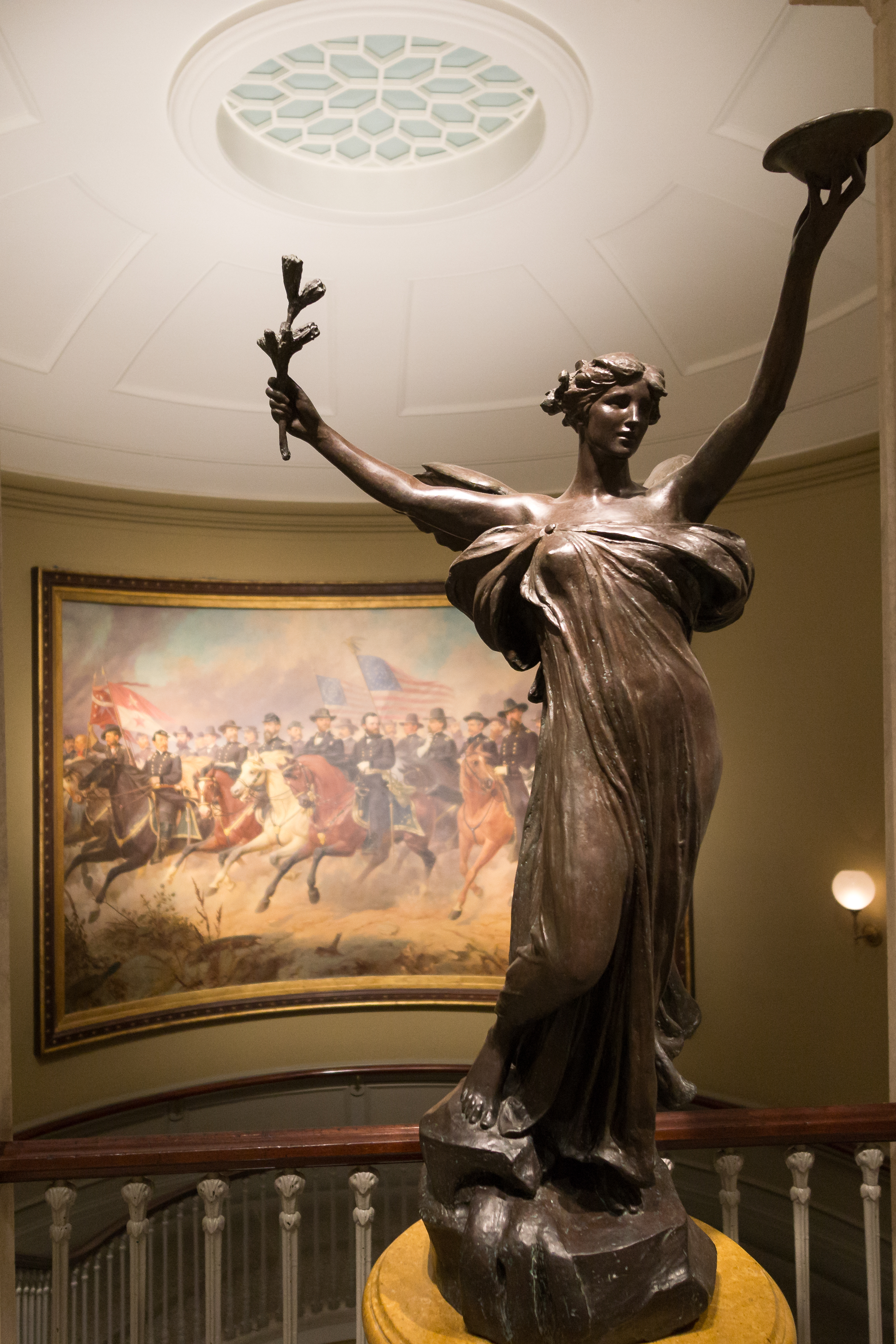
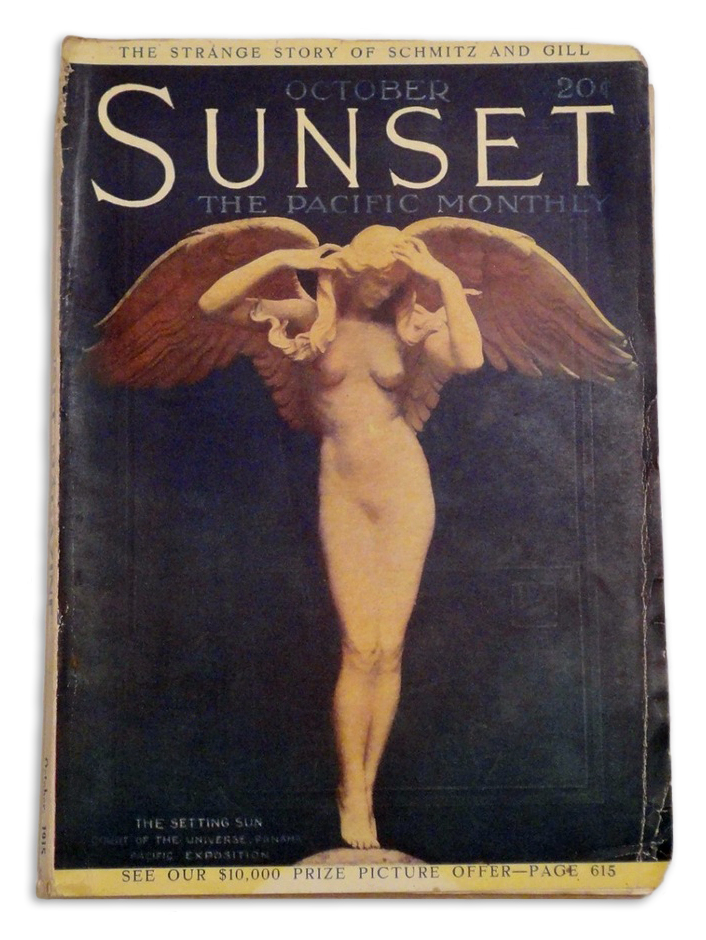
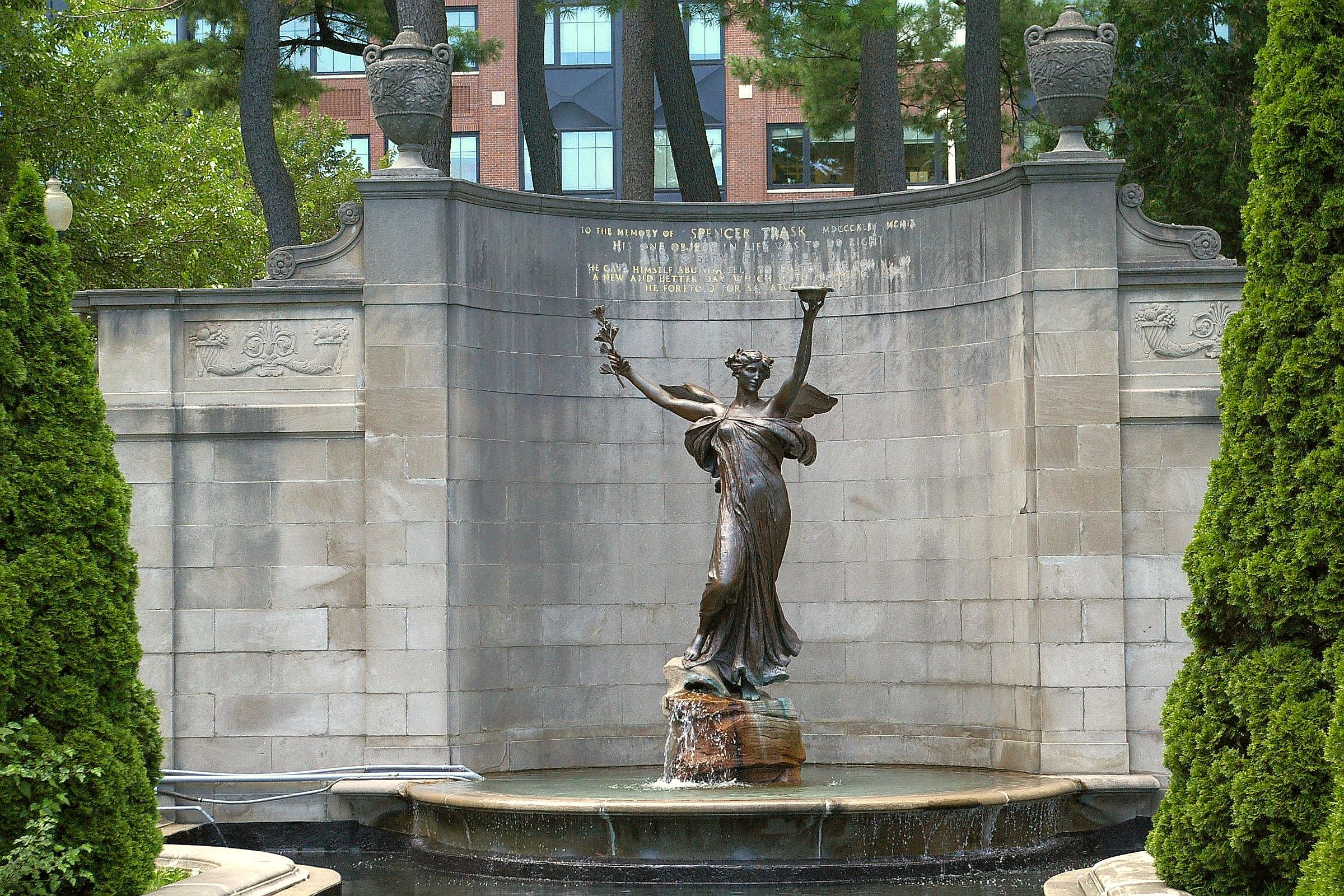
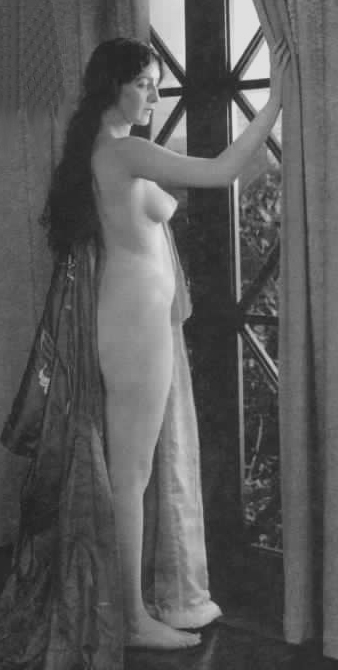
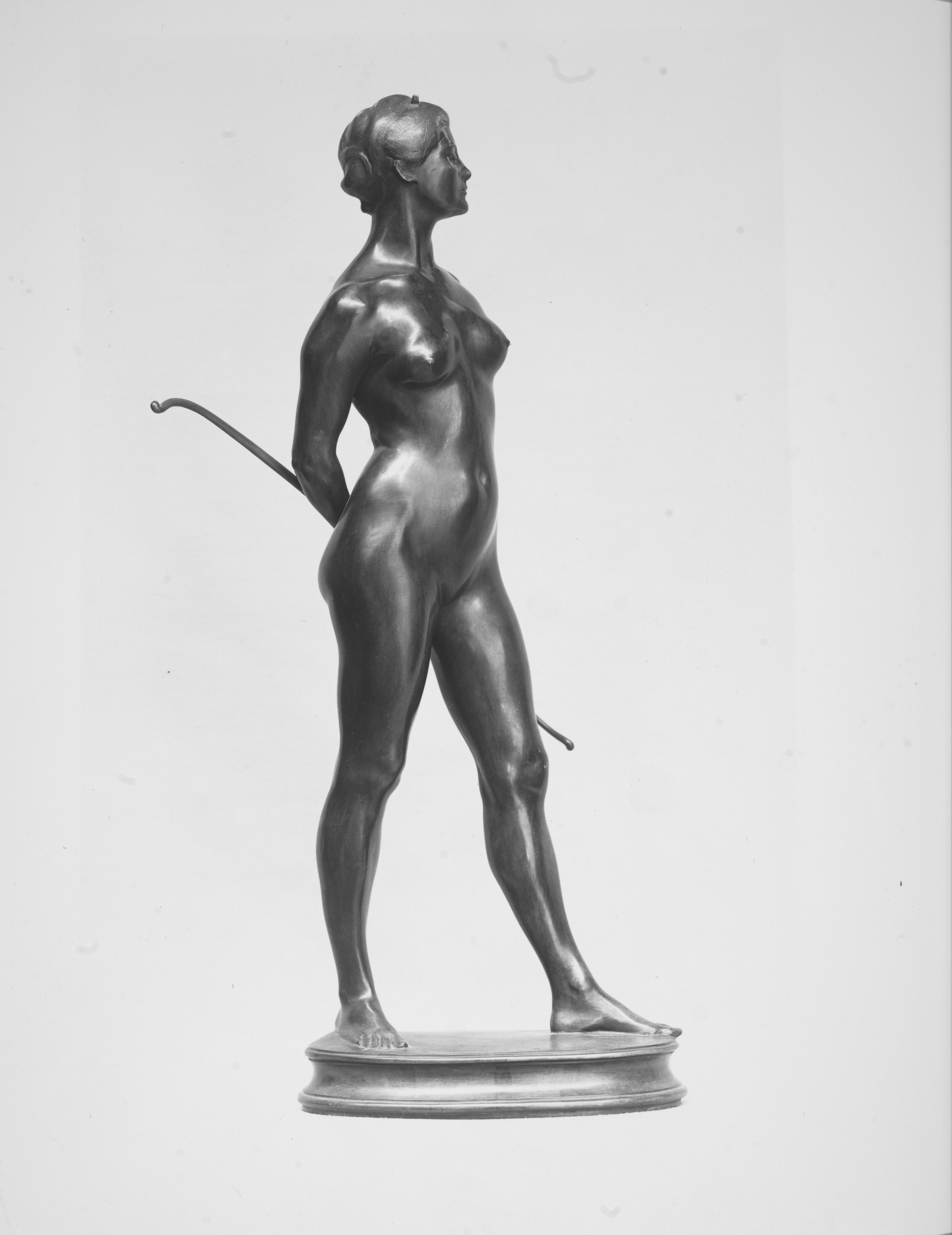
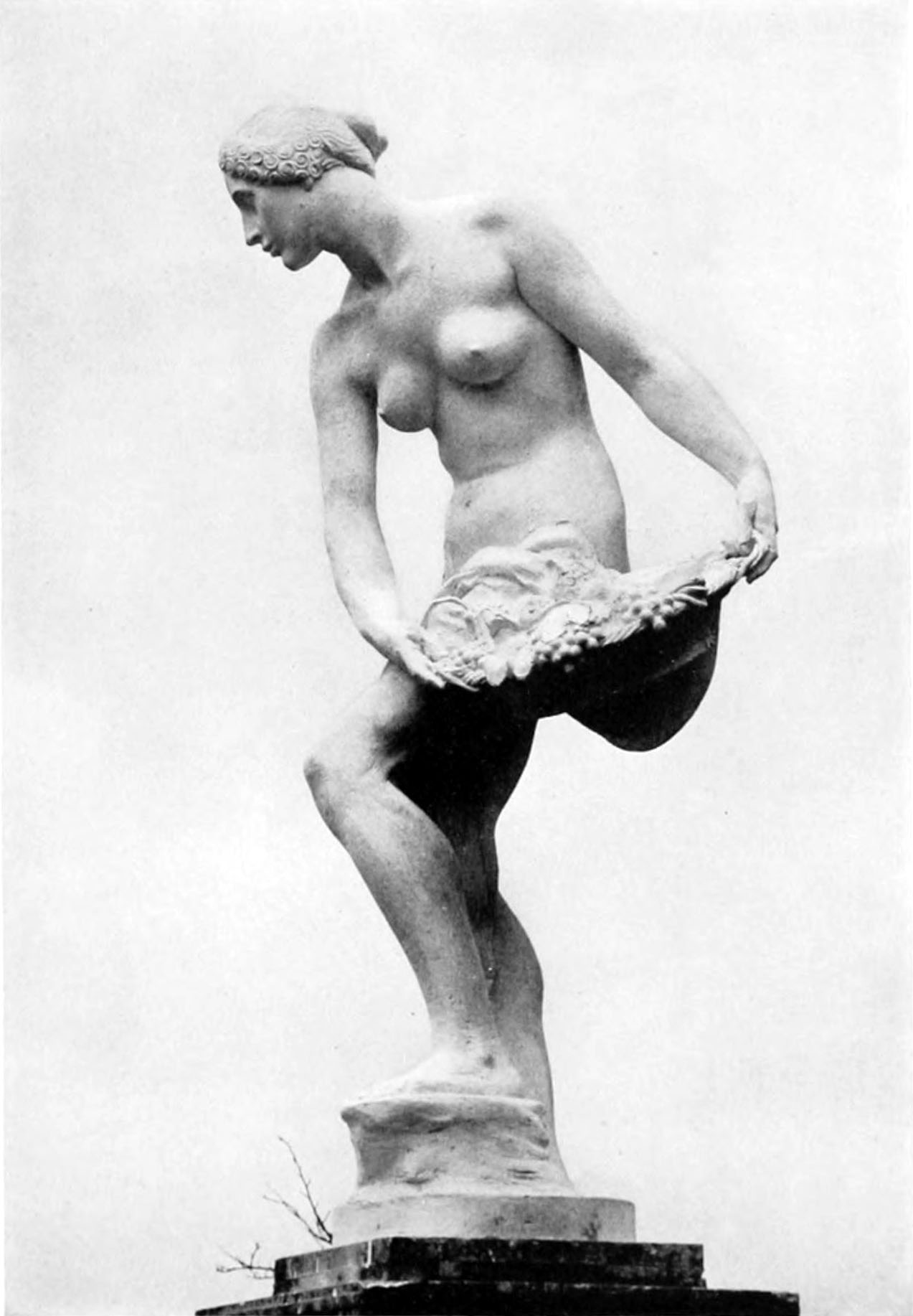
Schevill Karl Bitter unfinished figure
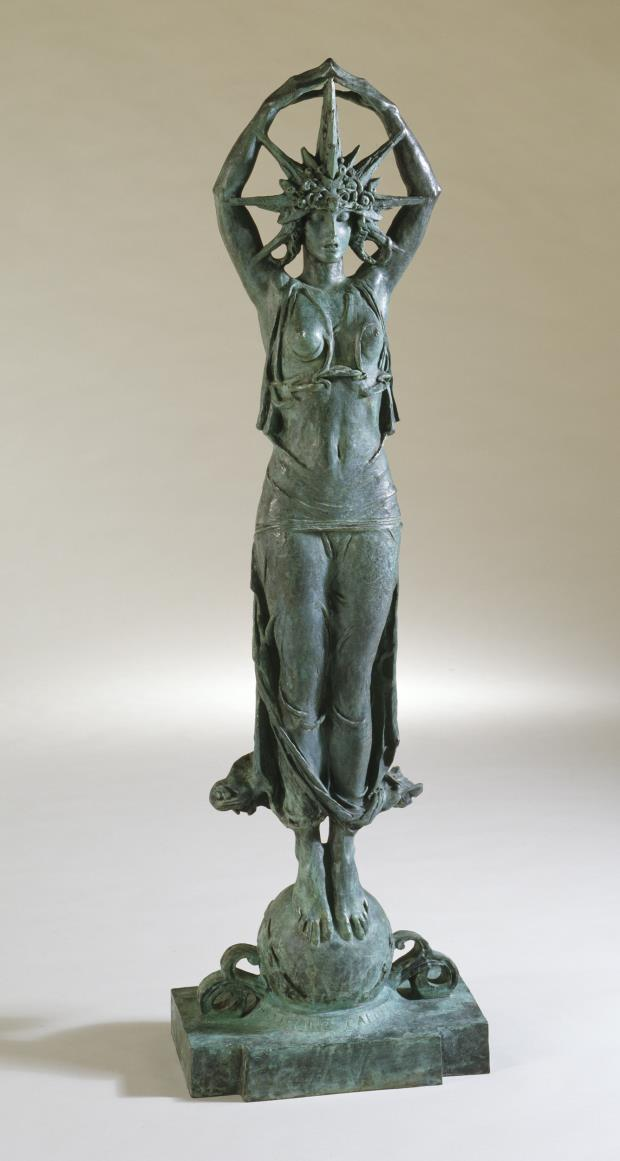
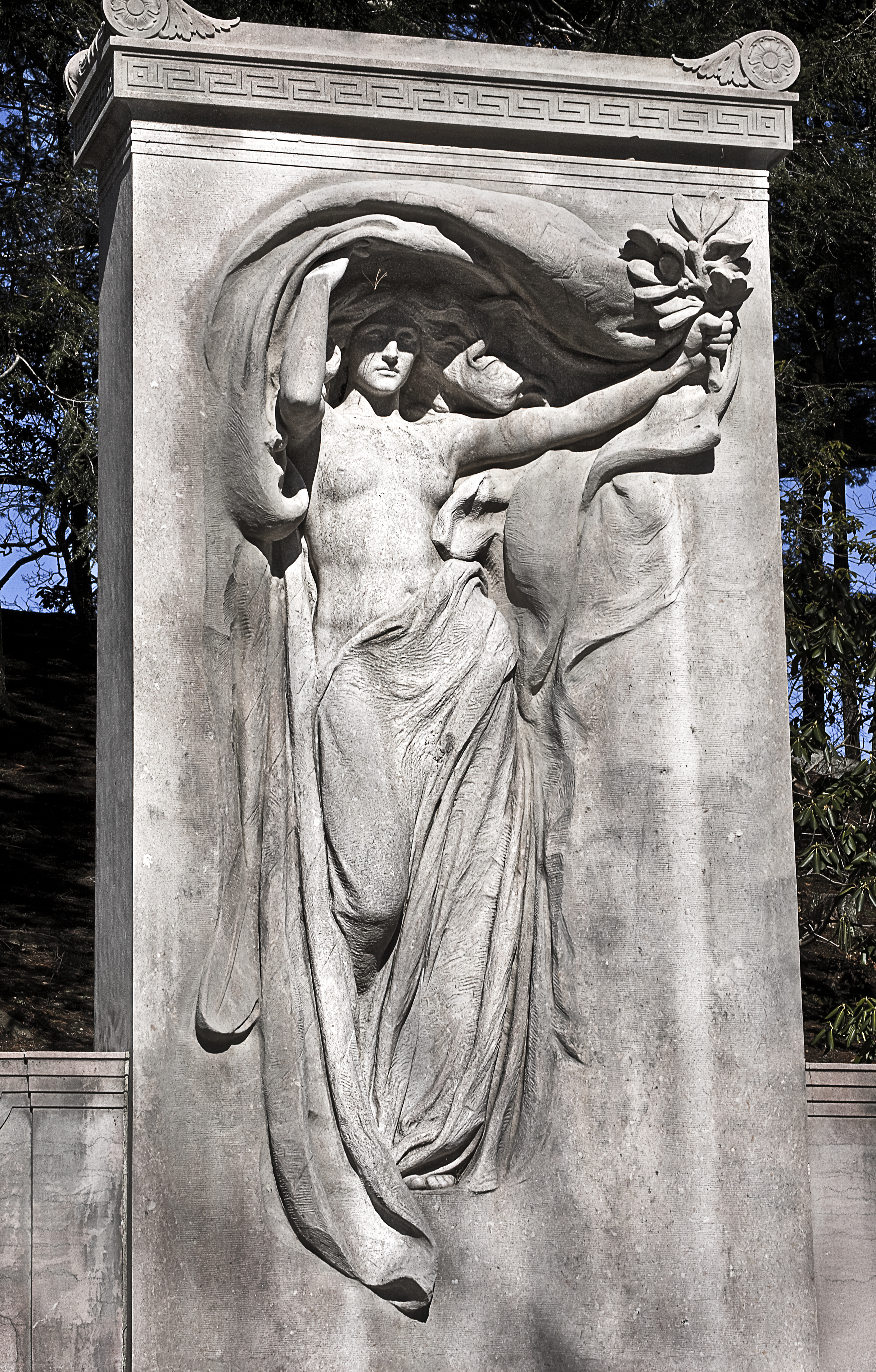
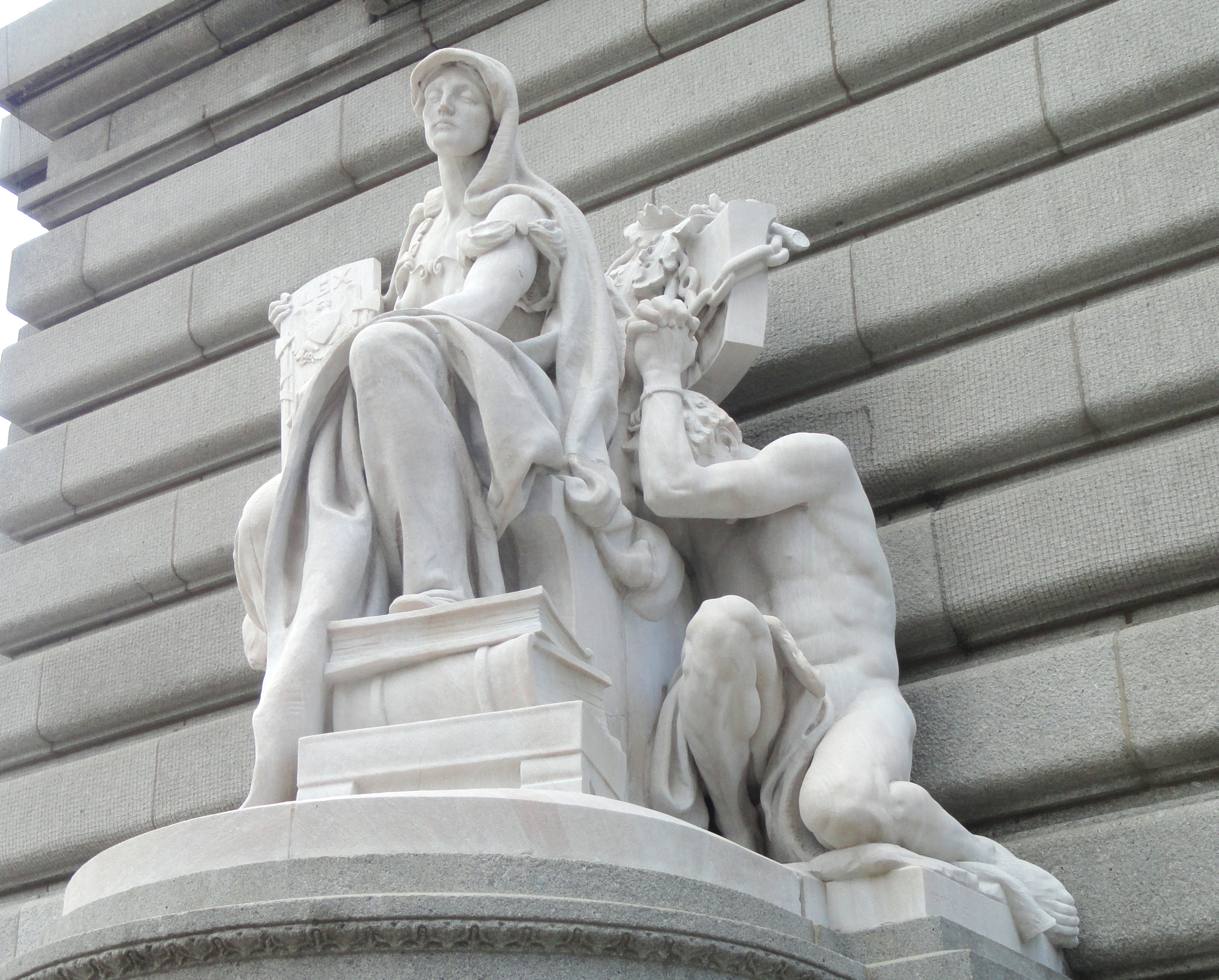
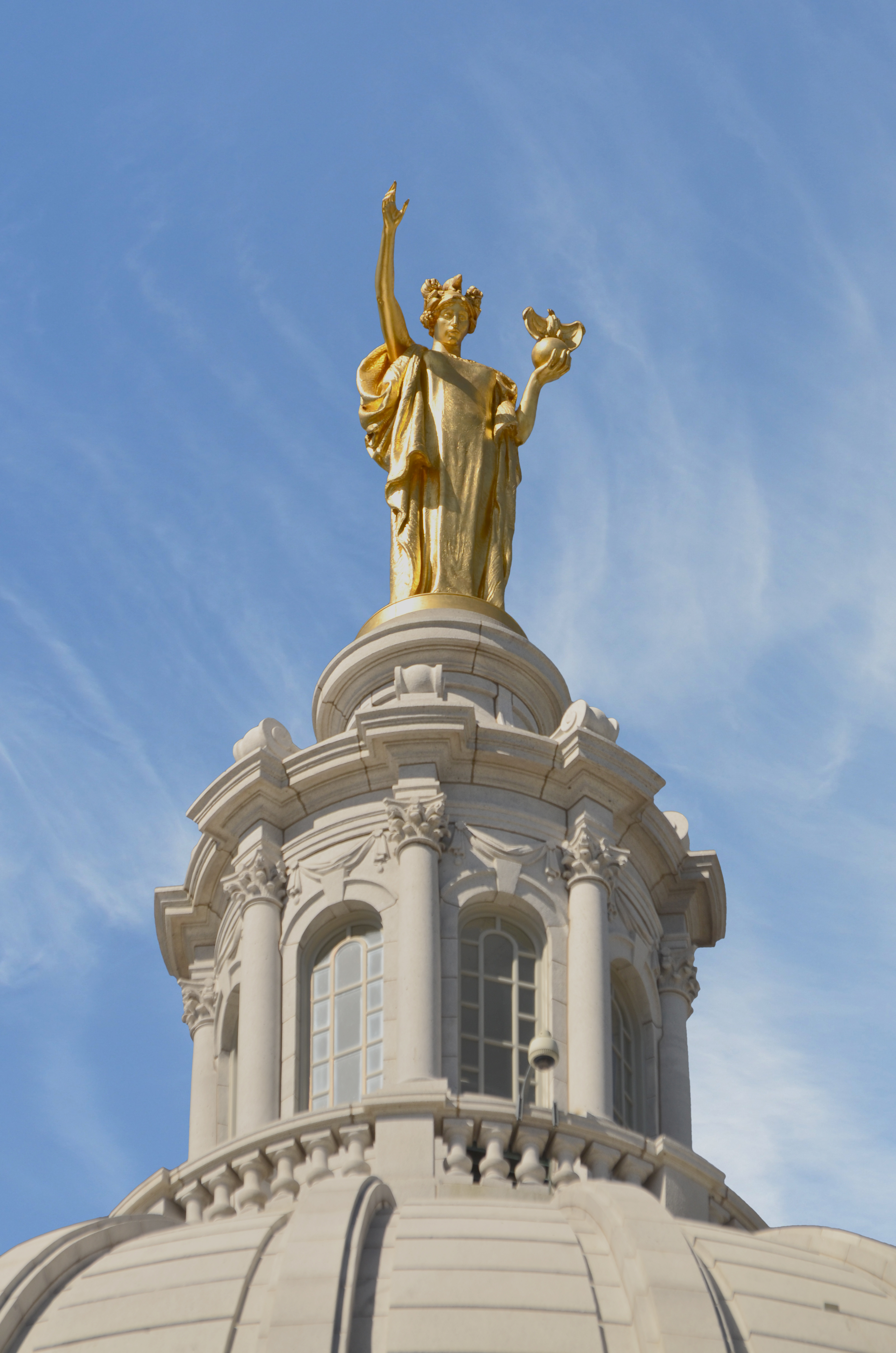
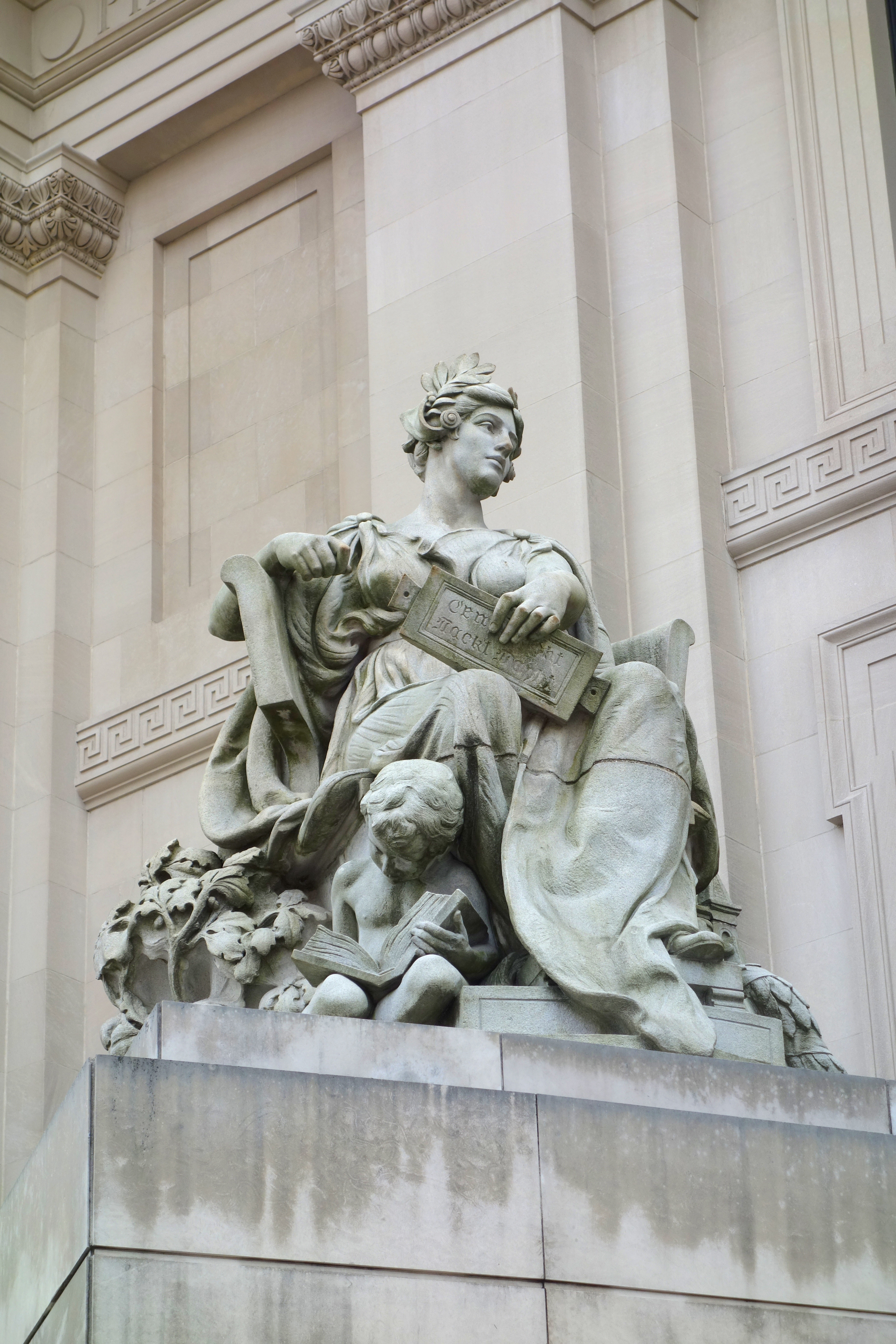
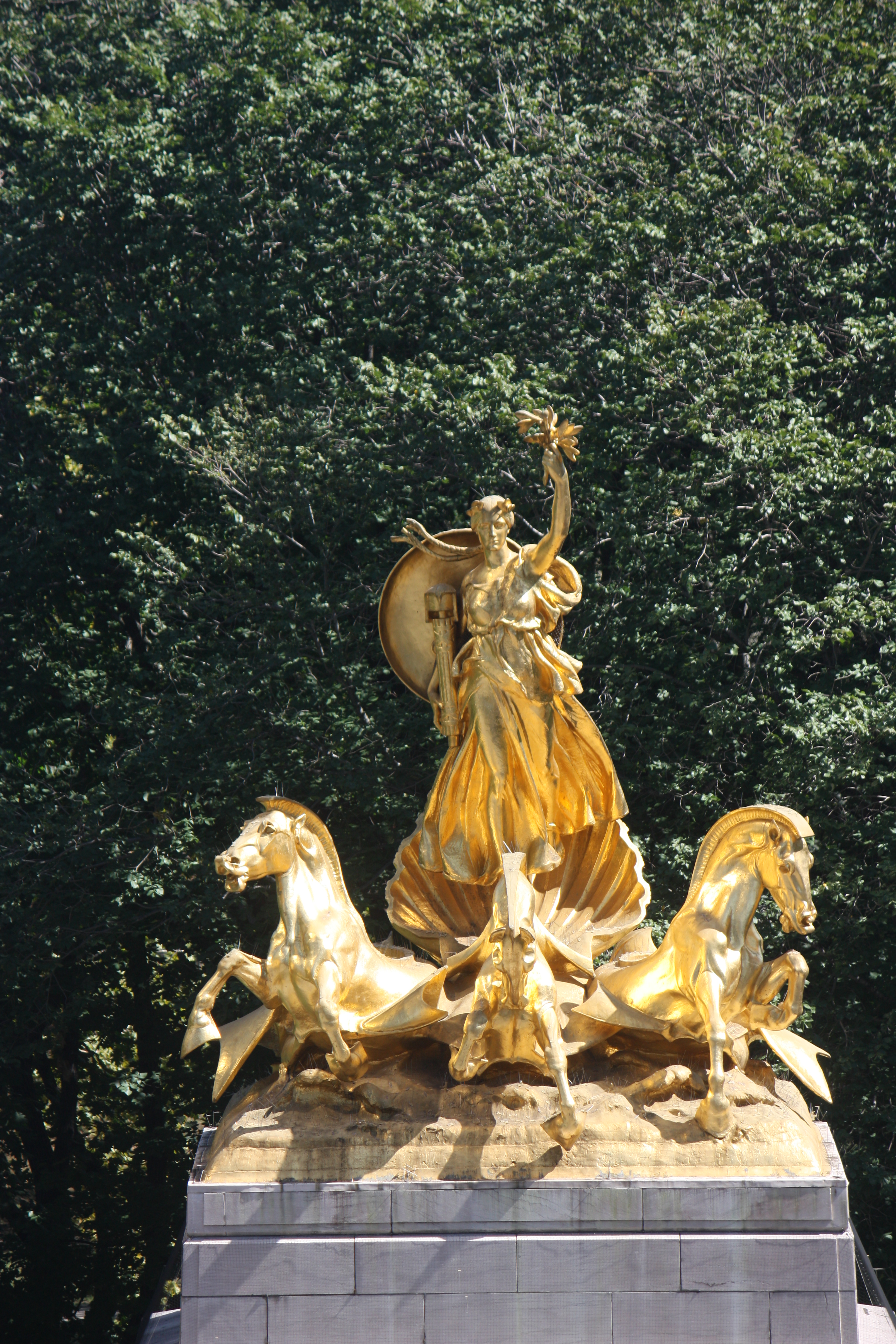
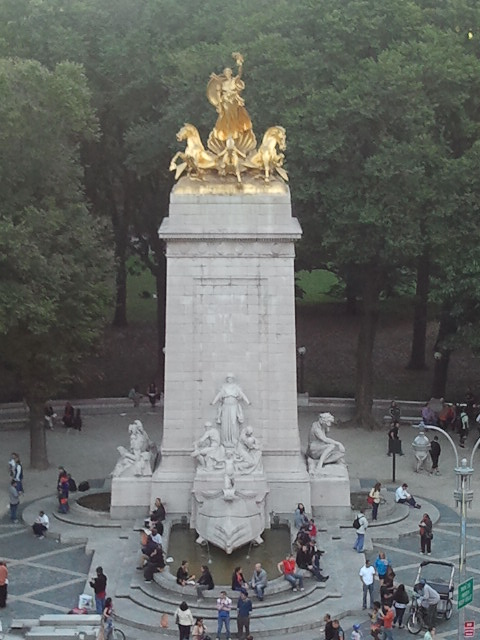
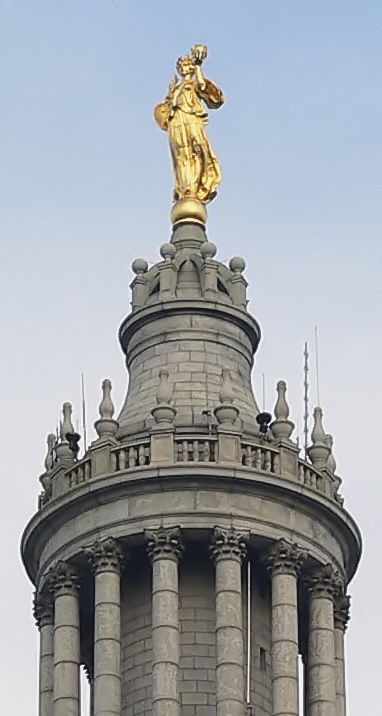